# Verrières (Charente)
Verrières település Franciaországban, Charente megyében. Lakosainak száma 321 fő (2022. január 1.). Verrières Criteuil-la-Magdeleine, Juillac-le-Coq, Saint-Fort-sur-le-Né, Saint-Palais-du-Né és Lignières-Ambleville községekkel határos.

## Népesség
A település népessége az elmúlt években az alábbi módon változott:
| Lakosok száma | 537  | 409  | 401  | 374  | 352  | 347  | 352  | 350  | 344  | 321  |
|               | 1968 | 1982 | 1999 | 2006 | 2011 | 2015 | 2017 | 2018 | 2020 | 2022 |